# مسعود سعد سلمان
مسعود سعد سلمان شاعر، خوش‌نویس، ادیب و اسب‌شناس دوره غزنویان در نیمه دوم قرن پنجم و آغاز قرن ششم هجری بود. بیشتر اشعار او در قالب قصیده و باقی آن‌ها به صورت رباعی و قطعه هستند.

## زندگی

### تاریخ و محل تولد
مسعود سعد سلمان، در سال ۴۳۸ قمری به دنیا آمد. پدر مسعود فردی ثروتمند بود که به عنوان سفیر از سوی غزنویان به هند فرستاده شده بود. با اینکه اجداد مسعود اهل همدان(بر طبق فرهنگ کمانگیر از لک های تویسرکان)بودند اما اربابان تذکره دربارهٔ زادبومش اختلاف نظر دارند. بنا به گفته محمد عوفی وی در همدان به دنیا آمده دولتشاه سمرقندی زادگاهش را جرجان می‌داند. واله داغستانی گوید که اصلش از همدان است ولی مدت‌ها در لاهور به سر برده است؛ غلام‌علی آزاده وی را اهل لاهور می‌داند و بدیع‌الزمان فروزانفر در سخن و سخنوران زادگاهش را لاهور نوشته است.

### خدمت به غزنویان
حیات مسعود سعد سلمان مصادف با حکومت شش پادشاه غزنوی فرخزاد غزنوی، ابراهیم غزنوی، مسعود بن ابراهیم، شیرزاد غزنوی، ارسلان‌شاه غزنوی و بهرام‌شاه بوده است. زندگی مسعود سعد در زمان پادشاه فرخزاد و زندگی ادبی و خدمت شاهی او از دوره سلطان ابراهیم آغاز می‌شود. در سال ۴۳۸ هجری قمری هنگامی که سلطان مسعود غزنوی، فرزند خود «مجدود» را به فرمانفرمایی هند فرستاد، پدر سعد سلمان همراه او بود. مسعود سعد به مدت شصت سال به عنوان یکی از کارگزاران دیوان غزنوی خدمت کرد. شغل رسمی او کتاب‌دار سلطنتی بوده است.

### زندان
بخشی از حیات هشتاد ساله او به دلیل همدستی با مسعود بن ابراهیم در توطئه علیه پدرش (ابراهیم غزنوی) در زندان‌های دهک، نای، سو و مرنجاب گذشت. بار نخست در سال ۴۷۷ قمری به زندان افتاد و پس از ۱۱ سال در ۴۸۸ هجری توسط فرماندار «چَلَنِدر» آزاد شد و به لاهور بازگشت. ۲ سال بعد و در پی تغییرات سیاسی، بار دیگر برای ۸ سال به زندان افتاد. سال‌های پایانی عمر او به سرودن بهترین شعرهایش در زندان نای گذشت. او خاطرات و رنج‌های خود از زندان را در قالب شعر و زندان‌نامه نگاشته است.

### مرگ
مسعود سعد سلمان در سال ۵۱۸ هجری کشته شد.

### فرزندان
مسعود سعد سلمان دو پسر و یک دختر داشت. یکی از پسرها معروف به «سعادت» که شاعر بود و پسر دیگر «صالح» (یا محمد) نام داشته که هنگام زندانی بودن پدر، در مرنجاب وفات یافت.

## آثار

### قصیده‌ها
قصیده‌هایش به سبک خراسانی اغلب در مدح پادشاهان غزنوی هستند بیانی ساده و روان داشته و چنین می‌نماید که به فلسفه و ریاضیات آشنا بوده است. در اشعارش برخی کلمات هندی دیده می‌شوند.

### دیوان‌ها
مسعود، دیوان‌هایی به به زبان‌های فارسی و عربی و هندی داشته است.

#### دیوان فارسی
دیوان فارسی وی قریب به هجده‌هزار بیت دانسته شده است و غیر از قصیده، دارای غزل و رباعی، مثنوی، قطعه و چیستان نیز دارد.

#### دیوان عربی
جز ابیاتی عربی در حدائق السحر فی دقائق الشعر چیزی از دیوان عربی او در دست نیست.

#### دیوان هندی
دیوان هندی او نیز به کلی مفقود است.

## دیدگاه دیگر شعرا

### شاعران تأثیرگذار
اشعار مسعود سعد سلمان متأثر از سروده‌های عنصری بلخی (از قصیده‌هایش) و منوچهری دامغانی و ناصرخسرو و فرخی سیستانی است.

### الهام گرفتگان
کمال‌الدین اسماعیل و ظهیرالدین نیشابوری از مقلدان سبک او بوده‌اند.

### ارتباط با دیگر ادیبان هم عصر
عثمان مختاری، ابوالفرج رونی و سنایی از دوستان و آشنایان او بوده‌اند.

### نقد
سنایی او را در شعر «پیشوای کیهان» و رشیدی «تاج شاعران» نامیده است.
بدیع‌الزمان فروزانفر مثنویات او را متوسط شمرده و گفته «اگر نمی‌ساخت بهتر بود».

## نمونه شعر
| هفت سالم بسود سو و دهک         |  | پس از آنم سه سال قلعه نای         |
| ***                            |  |                                   |
| آن گوهر حسامم در دست روزگار    |  | کاخر برونم آرد یک روز در وغا      |
| در صد مصاف معرکه گر کند گشته‌ام |  | روزی به یک صقال بجا آید آن مضا    |
| ***                            |  |                                   |
| تاری از موی من سفید نبود       |  | چون به زندان مرا فلک بنشاند       |
| ماندم اندر بلا و غم چندان      |  | که یکی موی من سیاه نماند          |
| ***                            |  |                                   |
| سال‌ها بوده‌ام چنان‌که بود        |  | بچه شیرخوار بی‌مادر                |
| ***                            |  |                                   |
| تا نیابی مراد خویش بکوش        |  | تا نسازد زمانه با تو بساز         |
| ***                            |  |                                   |
| با همت باز باش و با کبر پلنگ   |  | زیبا به گه شکار و پیروز به جنگ    |
| کم کن بر عندلیب و طاووس درنگ   |  | کانجا همه آواز است، اینجا همه رنگ |
| ***                            |  |                                   |
| تیغ و تیر است بر دل و جگرم     |  | غم و تیمار دختر و پسرم            |
| هم بدینسان گداز دم شب و روز    |  | غم و تیمار مادر و پدرم            |
| نه خبر می‌رسد مرا ز ایشان       |  | نه بدیشان همی رسد خبرم            |
| کمر کوه تا نشست من است         |  | بر میان دو دست شد کمرم            |
| یا ز دیده ستاره می‌بارم         |  | یا به دیده ستاره می‌شمرم           |
| ای جهان سختی تو چند کشم؟       |  | وی فلک عشوه تو چند خرم؟           |
| ***                            |  |                                   |
| در آرزوی بوی گل نوروزم         |  | در حسرت آن نگار جان افروزم        |
| از شمع سه گونه کار می‌آموزم     |  | می‌گریم و می‌گدازم و می‌سوزم         |
| ***                            |  |                                   |
| چون بدیدم به دیده تحقیق        |  | که جهان منزل فناست کنون           |
| راد مردان نیک محضر را          |  | روی در برقع حیاست کنون            |
| آسمان چون حریف نامنصف          |  | بر سر عشوه و دغاست کنون           |
| دل فگار است همچو دانه از آنکه  |  | زیر این سبز آسیاست کنون           |
| طبع بیمار من ز بستر آز         |  | شکر یزدان درست خاست کنون          |
| در عقاقیر خانه توبه            |  | نوشداروی صدق خواست کنون           |
| آن زبانی که مدح شاهان گفت      |  | مادح حضرت خداست کنون              |
| لهجه پرنوای خوش نعمت           |  | بلبل باغ مصطفاست کنون             |
| مدتی خدمت شهان کردم            |  | نوبت خدمت خداست کنون              |
| ***                            |  |                                   |

برشکال (موسم باران) لاهور:
| برشکال، ای بهار هندوستان |  | ای نجات از بلای تابستان   |
| دادی از تیر مه بشارت‌ها   |  | باز رستیم از حرارت‌ها      |
| بادهای تو میغ‌ها دارند    |  | میغ‌های تو تیغ‌ها دارند     |
| رعدهای تو کوس‌ها کوبند    |  | چرخ گوید همین که بگشو بند |
| طبع و حال هوا دگر کردی   |  | دشت‌ها را همه شمر کردی     |
| سبزه‌ها را طراوتی دادی    |  | عمرها را حلاوتی دادی      |
| راغ را گل زمردین کردی    |  | باغ را شاخ بسدین کردی     |
| تو بدین حمله‌ای که افکندی |  | بیخ خشکی ز خاک برکندی     |
| تیر بگذشت ناگهان بر ما   |  | منهدم گشت لشکر گرما       |
| حبذا ابرهای پرنم تو      |  | خرما سبزه‌های خرم تو       |

از حبسیات مسعود سعد (اشعاری که در زندان سروده است):
| از کردهٔ خویشتن پشیمانم    |  | جز توبه ره دگر نمی‌دانم        |
| تا زاده‌ام ای شگفت محبوسم  |  | تا مرگ مگر که وقف زندانم      |
| چون پیرهن عمل بپوشیدم     |  | بگرفت قضای بد گریبانم         |
| بر مغز من ای سپهر هر ساعت |  | چندین چه زنی تو؟ من نه سندانم |
| اندر زندان چو خویشتن بینم |  | تنها گویی که در بیابانم       |
| گوری است سیاه رنگ دهلیزم  |  | خوکی است کریه روی دژبانم      |
| بی‌جرم نگر که چون درافتادم |  | دانی که کنون چگونه حیرانم     |

## پی‌نوشت
1. ↑  هزار سال شعر فارسی. کانون پرورش فکری کودکان و نوجوانان. تهران ۱۳۶۵
2. ↑  لباب‌الالباب، ج۲، ص۲۴۶
3. ↑  تذکرة الشعرا، ص۴۷
4. ↑  ریاض الشعرا
5. ↑  خزانه عامره، ص۱۵–۱۶
6. ↑  سخن و سخنوران، ج۱، ص۲۱۳–۲۱۴
7. ↑  سدارنگانی، پارسی‌گویان هند و سند.
8. ↑  هزار سال شعر فارسی. کانون پرورش فکری کودکان و نوجوانان. تهران ۱۳۶۵
9. ↑  هزار سال شعر فارسی. کانون پرورش فکری کودکان و نوجوانان. تهران ۱۳۶۵
10. ↑  C.E. Bosworth, The Later Ghaznavids, (Columbia University Press, 1977), 66.
11. ↑  «روایت بهمن احمدی امویی از زندان؛ مروری بر 'تمرین شکست'». بی‌بی‌سی فارسی - ۷ آذر ۱۳۹۵.
12. ↑  نظامی عروضی (چهار مقاله، ص۷۱) گوید: ارباب خرد و اصحاب انصاف دانند که حبسیات مسعود در علو به چه رسیده است و در فصاحت به چه پایه بود. وقت باشد که من از اشعار او همی خوانم، موی بر اندام من بر پای خیزد و جای آن بود که آب از چشم من برود.
13. ↑  هزار سال شعر فارسی. کانون پرورش فکری کودکان و نوجوانان. تهران ۱۳۶۵
14. ↑  سدارنگانی، پارسی‌گویان هند و سند.
15. ↑  گوید:| چه دعا گویمت که خود هنرت |  | مرترا پیشوای گیهان کرد |
16. ↑  عوفی در لباب‌الالباب (ج۲، ص۱۷۷) چند بیت از قصیده رشیدی را در مدح مسعود نقل کرده است، از آن جمله:| رسید شعر تو ای تاج شاعران بر من |  | چو نوشکفته گل اندر بهار گرد چمن |
17. ↑  سدارنگانی، پارسی‌گویان هند و سند.